# Misterhults kyrka
Misterhults kyrka är en kyrkobyggnad i Misterhults församling i Linköpings stift. Kyrkan ligger i samhället Misterhult i Oskarshamns kommun.

## Medeltida kyrkobyggnaden
Första kyrkan i Misterhult uppfördes under medeltiden av liggtimmer. Den låg i västra delen av gamla kyrkogården och bestod av långhus med ett smalare lägre kor samt en sakristia av sten. Tre av kyrkans fönster var försedda med glasmålningar från senare delen av medeltiden. 1632 uppfördes en ny klockstapel. 1691 reparerades och tillbyggdes kyrkan åt norr av byggmästaren Petter Rising. Då uppfördes även ett vapenhus. Koret revs och ersattes med ett större. Samtidigt höjdes väggarna och fönstren förstorades. En orgel inköptes 1707. En korsarm åt söder byggdes till 1726. 1768 bestämde kyrkostämman att en helt ny kyrka skulle byggas och denna kyrka revs år 1780 när nuvarande kyrkobyggnad var färdigställd.

## Nuvarande kyrkobyggnad
Kyrkan uppfördes 1777-1780 efter ritningar i den då dominerande gustavianska stilen av arkitekterna Claës Diedrich von Breitholtz, Magnus Cosswa och Mikael Cosswa. Huvudfinansiär till kyrkobygget var Breitholtz, som 1774 blivit kyrkans patronus som ägare av Misterhults säteri. Byggmästare var M. Månsson och Petter Andersson. Först år 1790 invigdes kyrkan av biskop Jacob Axelsson Lindblom. Kyrkorummet är utformat som en stor sal med ett tunnvälvt tak. Vid norra och södra väggen finns absidliknande utbyggnader som vid kyrkans uppförande försågs med herrskapsloger. Dessa var reserverade för ägarna till Misterhults och Virbo – Fårbo gårdar och hade ursprungligen separata ingångar. I öster finns koret med en halvrund avslutning. Vid västra sidan finns kyrktornet med en karnisformad huv som har urtavlor i samtliga väderstreck. Ovanpå huven vilar en åttkantig lanternin som kröns med kors och stjärna. Vid nordöstra sidan finns en utbyggnad som inrymmer sakristian.

### Ombyggnader
1839 slog blixten ner och orsakade skador. 1869 målades kyrkan om invändigt i vitt och guld. Nästa stora renovering genomfördes 1936 - 1937 under ledning av Otar Hökerberg. Två av korfönstren murades igen och sidologerna på norra och södra sidan fick varsitt fönster igenmurat. Norra sidologen omvandlades till dopkapell och dess dörr sattes igen. 1955 försågs tornat med nya vita urtavlor som ersatte tidigare mörka. 1956 försågs vapenhuset med ett nytt golv av hyvlad ölandssten. 1962 byttes tornets spåntak ut mot ett koppartak. 1971 byttes även långhusets takmaterial ut från spån till koppar. En invändig renovering genomfördes 1974 under ledning av ingenjör Erik Persson, Tranås. Bland annat avlägsnade bänkar under läktaren och den södra läktartrappan. En läktarunderbyggnad tillkom med väntrum och förvaring samt toalett och kapprum. Innertakets tunnvalv målades i en ljus gråblå ton, medan övriga interiören målades i en grå färgskala och med detaljer i vitt och guld. Bakom predikstolen återskapades en draperimålning.

## Inventarier
- Altare och predikstol är utförda av skulptören och bildhuggaren Jonas Berggren,  (1715-1800) i Målilla. Altartavlan som skildrar Jesu dop är ett verk av samme konstnär.
- Ett triumfkrucifix från 1300-talet hänger över dörren till sakristian. Krucifixet fanns i gamla kyrkan och kommer från en skulpteringsverkstad vid Linköpings domkyrka.
- Två partier från ett senmedeltida altarskåp från 1400-talet hänger på korets södra vägg. Där finns tolv små statyer av apostlar och medeltida helgon.
- Fler småstatyer finns, däribland en unik madonnabild.
- En dopfunt av trä är en gåva från 1794 av häradshövding Johan Heller. Funten står i dopkapellet i norra sidologen. I koret finns ännu en dopfunt av trä.
- Kyrkans tre klockor är från 1500-talet och har aldrig behövt gjutas om.

### Orgel
- 1707 inköptes en orgel med 8 stämmor. Den godkändes av organisten i Västervik. före 1794 fanns i kyrkan ett positiv av okänt ursprung.[1]
- 1794 försågs kyrkan med orgelverk av Pehr Schiörlin och tillhörande fasad av Jacob Wulff.
- Efter åsknedslaget 1839 nybyggdes orgeln av Åkerman och Zetterqvist, Strängnäs 1869 byggdes orgeln om. Den hade 21 stämmor, 2 manualer och pedal
- Den nuvarande  mekaniska orgeln är byggd 1912 av E.A.Setterquist & Son, Örebro. Den är bevarad i originalskick och hör till de mest representativa senromantiska orglarna i Linköpings stift. Fasaden är från 1794 års orgel. Orgeln har ett tonomfång på 56/30 och har rooseweltlådor.

| Huvudverk I         | Svällverk II        | Pedal          | Koppel    | Kombination      |
| Principal 16’       | Violin Principal 8’ | Subbas 16'     | I/P       | Registersvällare |
| Borduna 16’         | Rörflöjt 8’         | Violoncelle 8’ | II/P      |                  |
| Principal 8’        | Salicional 8’       | Bassun 16’     | II/I      |                  |
| Flûte harmonique 4’ | Voix celeste 8’     |                | I 4'/I    |                  |
| Dolce 8’            | Violin 4’           |                | II 16'/II |                  |
| Gamba 8’            | Euphone 8’          |                |           |                  |
| Octava 4'           | Crescendosvällare   |                |           |                  |
| Octava 2'           |                     |                |           |                  |
| Trompet 8'          |                     |                |           |                  |

#### Diskografi
Inspelningar av musik framförd på kyrkans orglar.
- Silver tunes : music for flute and organ / Varga, Elivio, flöjt ; Långström, Olle, orgel. CD. Sterling CDA-1676-2. 2011.

## Omgivning
- På gamla kyrkogården finns ett gravkor av sten som tidigare var gamla kyrkans sakristia.
- Söder om kyrkans torn finns ett gravkapell som uppfördes 1931 efter ritningar av byggnadsingenjören Gustaf Karlsson. Kapellet är byggt av tegel och har ett tak täckt med tjärat träspån.
- Söder om kyrkan finns gamla kommunalhuset som numera är förskola.

## Bildgalleri

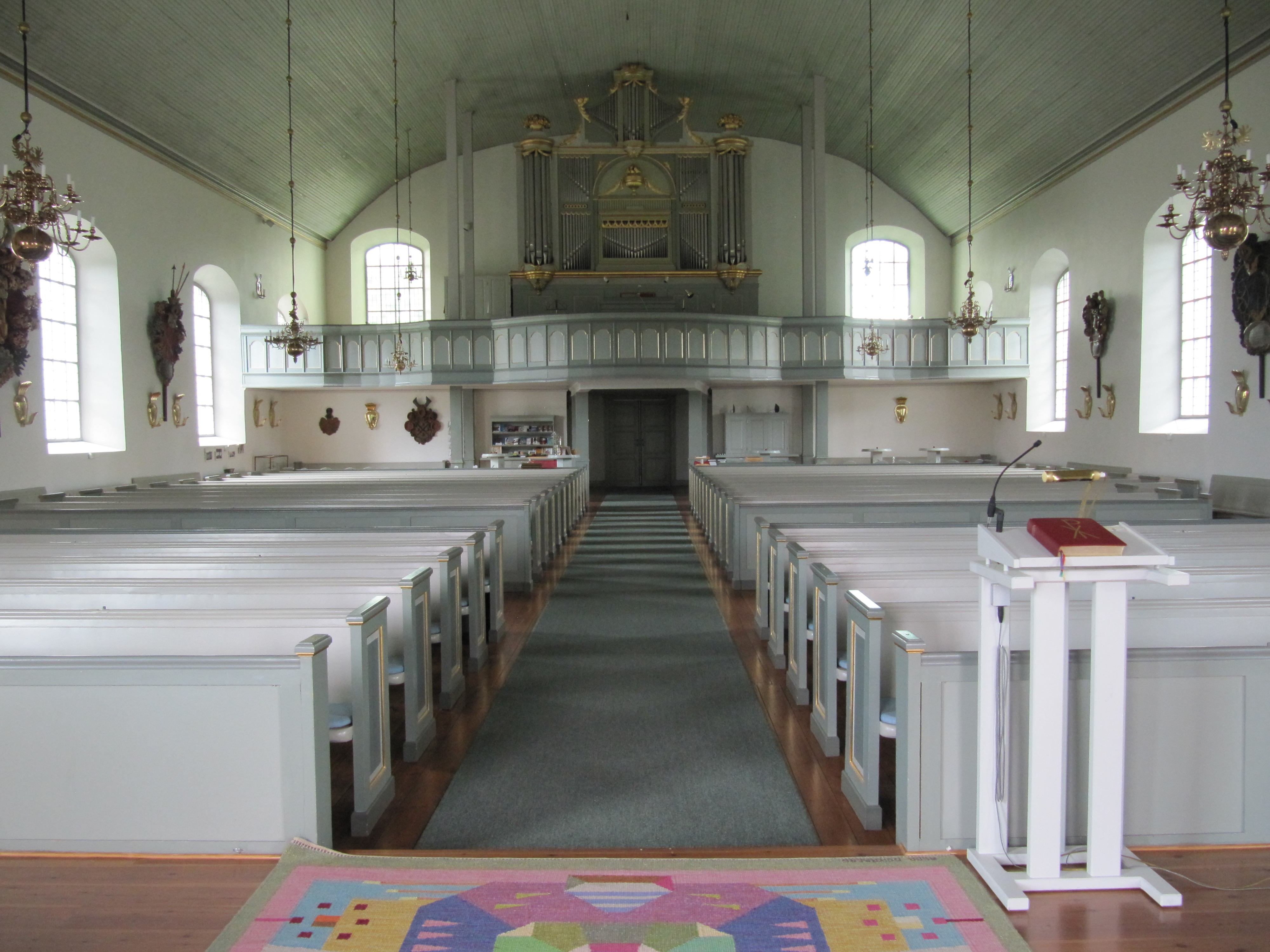
Kyrkorum mot orgelläktare
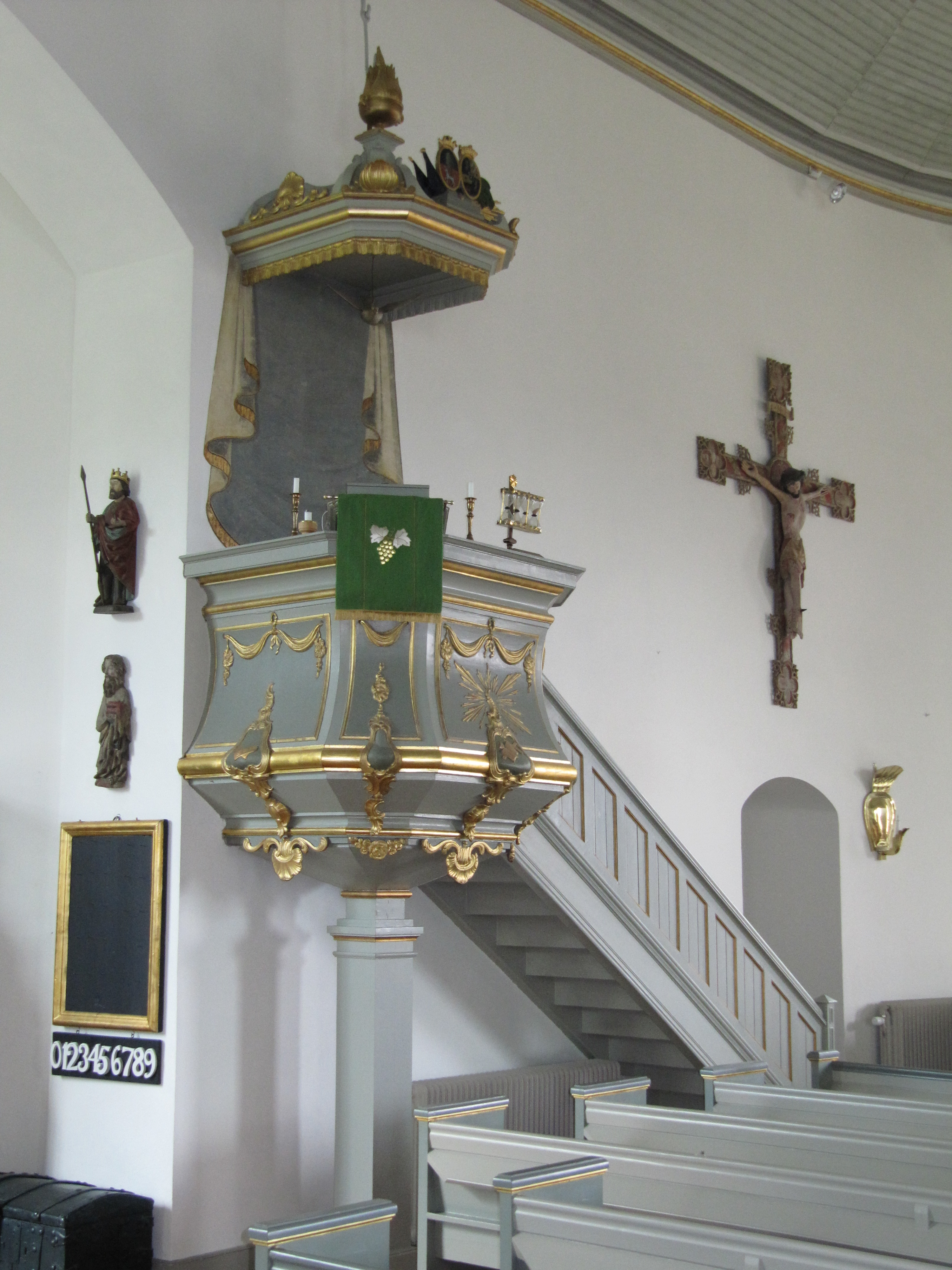
Predikstol
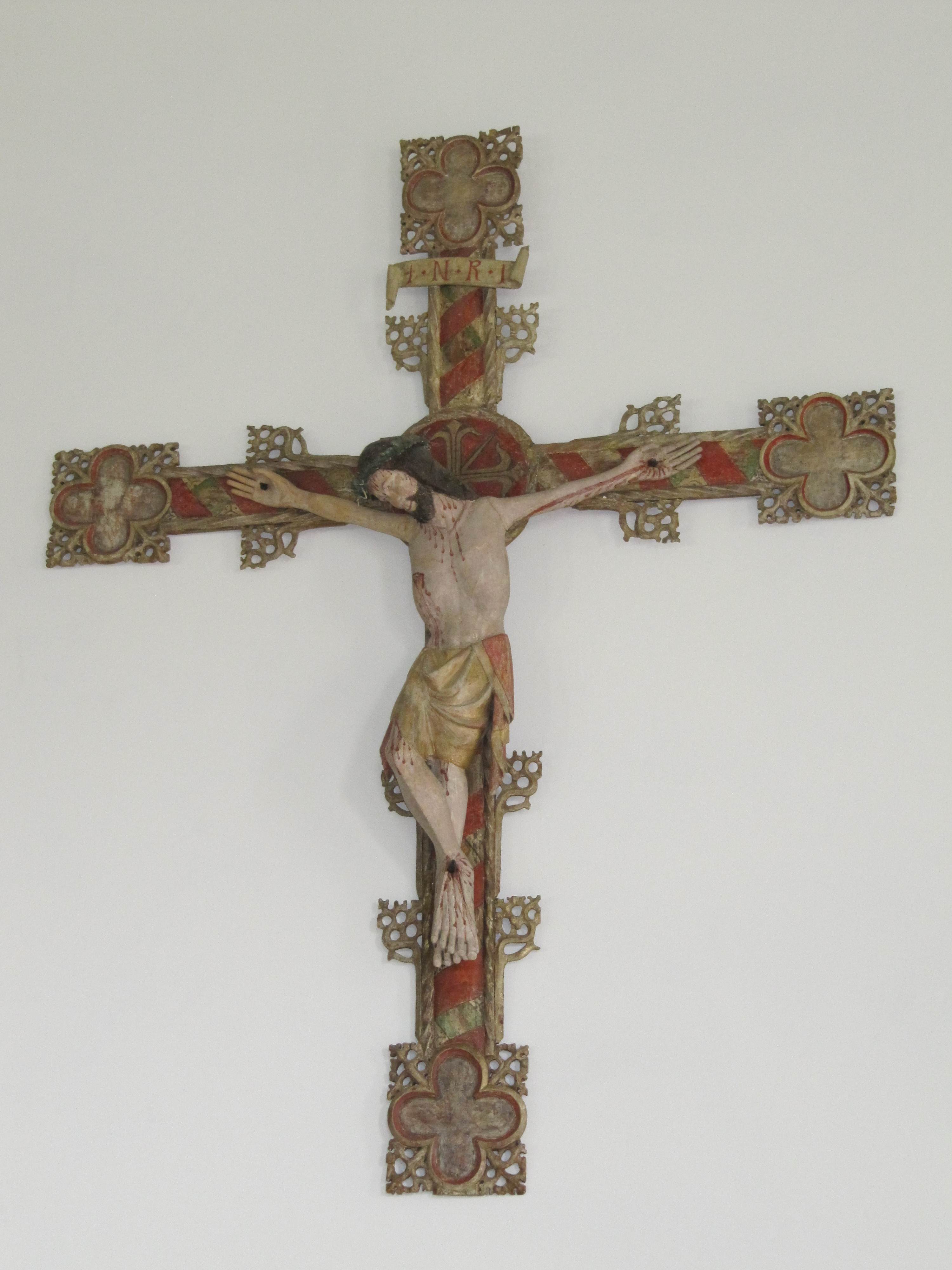
Triumfkrucifix
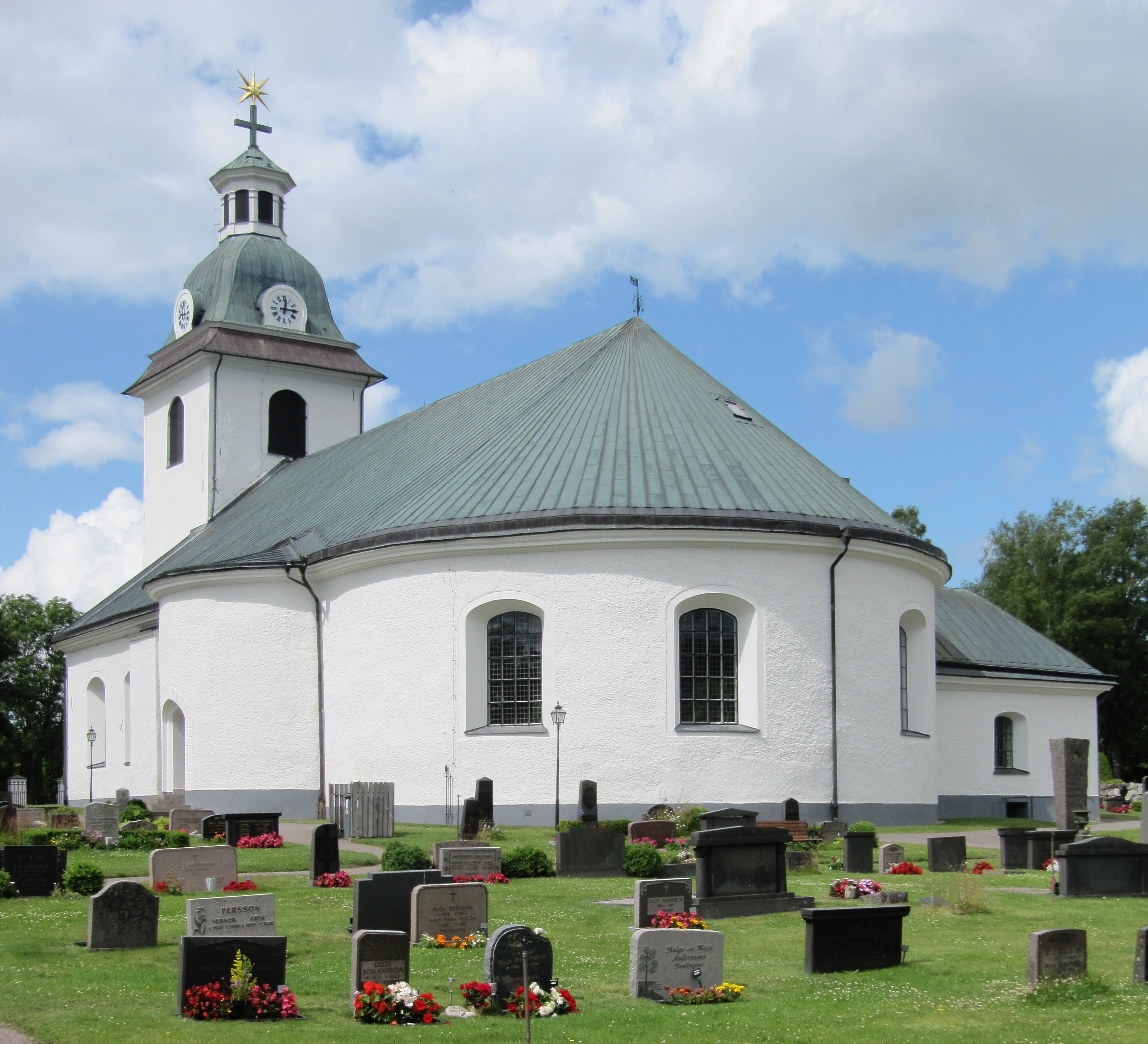
Kyrkan från sydost

### Webbkällor
- Kalmar läns museum: Misterhults kyrka Kulturhistorisk inventering av kyrkobyggnader och kyrkomiljöer i Linköpings stift 2004
- Kyrktorget informerar